# Timex (Unix)
Timex – narzędzie unixowe informujące o czasie trwania procesów shellowych. Dostarcza również informacji nt. aktywności systemu i danych procesu. Program jest dostępny w systemie operacyjnym AIX IBM-a oraz Solaris firmy Sun Microsystems.